# Carl-Elis Halldén
Carl-Elis „Nalle“ Halldén (* 17. Oktober 1906; † 14. Dezember 1982) war ein schwedischer Fußballfunktionär. Unter seiner Leitung als Teamchef („lagledare“) nahm der IFK Norrköping in den 1940er Jahren eine dominante Stellung im schwedischen Fußball ein. Er engagierte sich zudem im Svenska Fotbollförbundet und war als Mitglied des Auswahlkomitees der schwedischen Nationalmannschaft (Uttagningskommitté) insbesondere für den Mannschaftskader bei der Weltmeisterschaft 1958 verantwortlich, als die Landesauswahl ihren bis dato größten Erfolg feierte und Vize-Weltmeister wurde.

## Werdegang
Halldén war als Sportjournalist tätig. Zunächst hatte er sich dem Norrköpinger Klub IK Sleipner angeschlossen, wechselte aber später zum Lokalrivalen IFK Norrköping. Dort übernahm er 1940 das Amt des Teamchefs. Der Verein war 1937 aus der Allsvenskan abgestiegen und hatte im Vorjahr erst in der Aufstiegsrunde nach zwei Niederlagen gegen den Stockholmer Verein Hammarby IF die Rückkehr in die erste Spielklasse verpasst. Mit dem von IK Sleipner verpflichteten Trainer Bengt Flisberg stieg der Klub schließlich nach Erfolgen gegen Reymersholms IK auf. Ein Jahr später ersetzte er den Trainer durch den Ungarn Lajos Czeizler. Mit dieser sowie weiterer wegweisender Personalentscheidungen – er überzeugte viele junge Talente wie Eric und Oscar Holmqvist, Torsten Lindberg, Knut Nordahl und Georg Ericson, sich dem Klub anzuschließen – führte er den Klub in seine erfolgreichste Ära.
Am Ende der Spielzeit 1942/43 holte die von Halldén angeleitete Mannschaft erstmals den Von-Rosens-Pokal für den schwedischen Meistertitel und mit dem Gewinn des Landespokals im Endspiel gegen AIK das Double. In der folgenden Spielzeit Tabellenvierter dominierte die Mannschaft anschließend die Meisterschaft. Bis 1948 standen vier Titelgewinne in Folge, mit einem 4:1-Sieg über Malmö FF im Pokalwettbewerb 1945 gelang dabei ein zweites Mal der Doublegewinn. Mit dem Gewinn der Goldmedaille der schwedischen Nationalelf beim Fußballwettbewerb der Olympischen Spiele 1948 hatte der schwedische Fußball europaweit auf sich aufmerksam gemacht und auch der IFK Norrköping einige Spielerabgänge in südeuropäische Profiligen zu verzeichnen. In der Folge beendete der Klub die Spielzeit 1948/49 auf dem siebten Tabellenplatz, Malmö FF wurde in der Folge zur dominierenden Mannschaft der Liga. Auch der langjährige Meister-Trainer war in Italien begehrt und so wechselte Czeizler zum AC Mailand. Halldén verstand es jedoch, in den folgenden Jahren um den Mannschaftskapitän Birger Rosengren mit Bengt Gustavsson, Åke Johansson, Henry Källgren und Bengt Nyholm eine neue schlagkräftige Mannschaft aufzubauen. Bereits am Ende der Spielzeit 1951/52 gewann der vom neuen Trainer Karl Adamek trainierte Verein erneut die Meisterschaft.
Im Laufe der Spielzeit 1955/56, die der Klub mit dem siebten Meistertitel der Vereinsgeschichte beendete, übergab Halldén die Verantwortung an den ehemaligen Spieler Georg Ericson weiter. Er selbst rückte ins Auswahlkomitee der Nationalmannschaft unter Leitung von Eric Persson auf, dem Präsidenten des Rivalens Malmö FF. Hatte der schwedische Sportverband das Amateurstatut gelockert und erklärt, dass erstmals Spieler aus südeuropäischen Ligen für die Nationalmannschaft nominiert werden durften, fanden sich nach einigen diplomatischen Entscheidungen zwischen den Mitgliedern des Auswahlkomitees vier Spieler des IFK Norrköping im Kader. Die vom Engländer George Raynor im Turnierverlauf betreute Auswahlmannschaft, in der die Auslandsprofis Kurt Hamrin, Nils Liedholm, Arne Selmosson, Lennart Skoglund und Bengt Gustavsson zum Einsatz kamen, erreichte das letztlich gegen Brasilien verlorene Endspiel.